# Талиновые
Талиновые (лат. Talinaceae) — семейство цветковых растений порядка Гвоздичноцветные (лат. Caryophyllales), содержит 3 рода и около 150 видов.

## Ареал
Талиновые — неотропические растения, они встречаются в Африке и Азии.

## Ботаническое описание

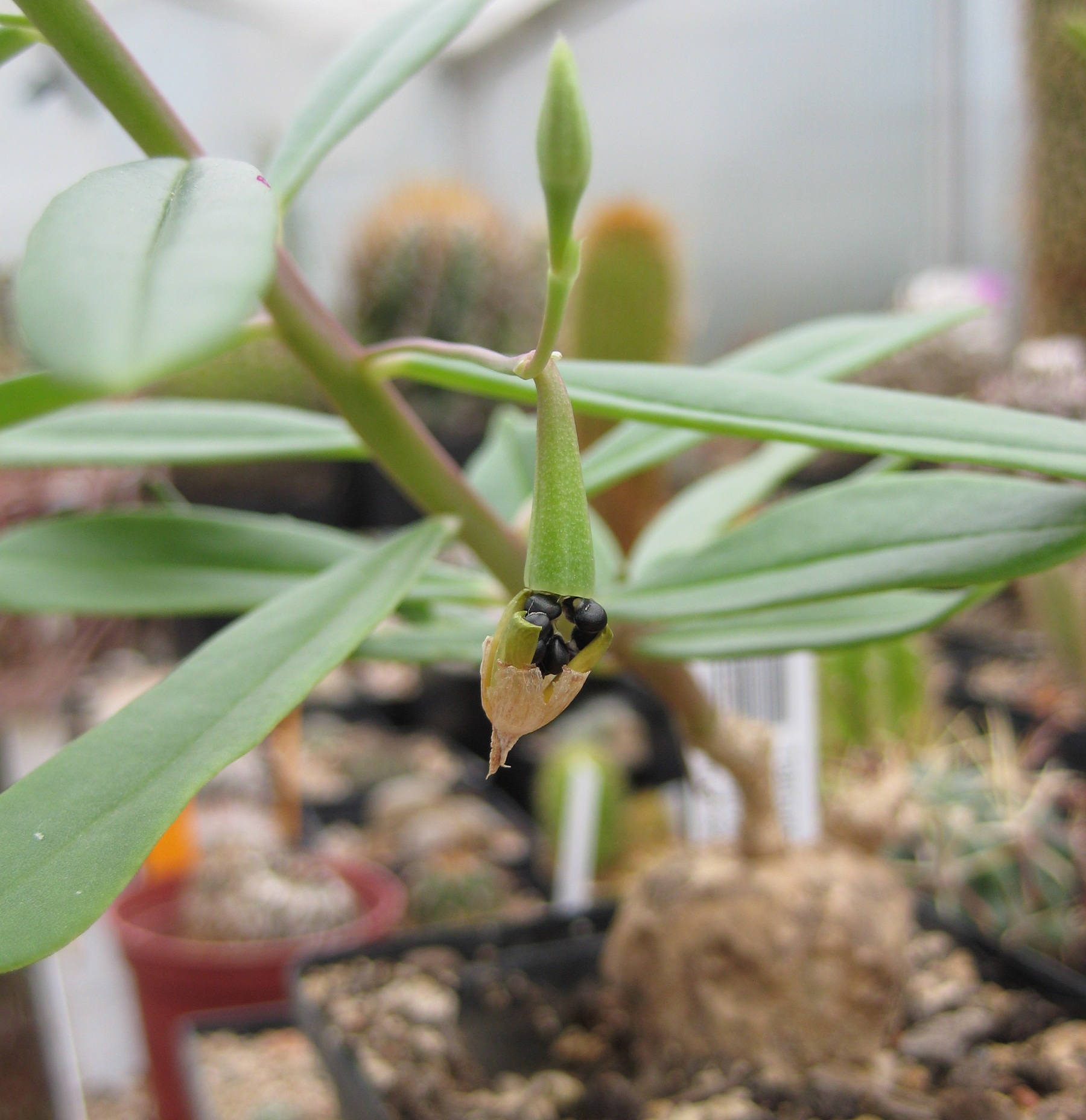
Плоды и семена Talinum tenuissimum

Кустарники, некоторые виды — полукустарники, однолетние и многолетние травянистые растения. Talinella представляет собой восходящий вверх кустарник. Некоторые виды образуют клубни. Листья имеют мясистую консистенцию. Плод — коробочка. Клетки содержат дубильные вещества. Число хромосом в наборе n = 8.

## Таксономическое положение
Ранее представителей талиновых относили к семейству Портулаковые (лат. Portulacaceae), однако в результате молекулярно-биологических исследований было выявлено, что эти растения составляют свою монофилетическую группу. Так было выделено семейство Талиновые.
В порядке Гвоздичноцветные наиболее близкими родственниками талиновых являются семейства Галофитовые (лат. Halophytaceae), Didiereaceae, Кактусовые (лат. Cactaceae), Портулаковые (лат. Portulacaceae), Монтиевые (лат. Montiaceae) и Basellaceae.

## Таксономия
Раньше к роду Талинум (лат. Talinum) относили ещё и род Phemeranthus, который сейчас, по данным молекулярных исследований, включается в семейство Монтиевые (лат. Montiaceae). 
- Amphipetalum
  - Amphipetalum paraguayense
- Talinella
- Талинум (Talinum)

## Фотогалерея

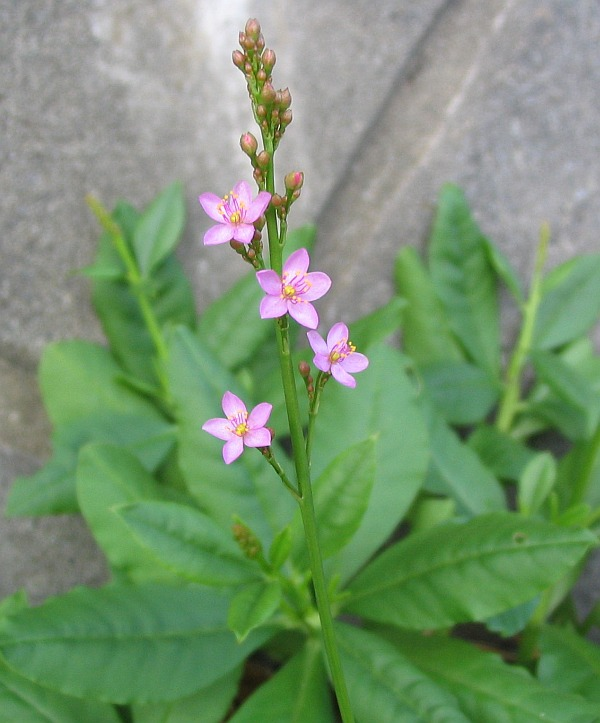
Talinum crassifolium
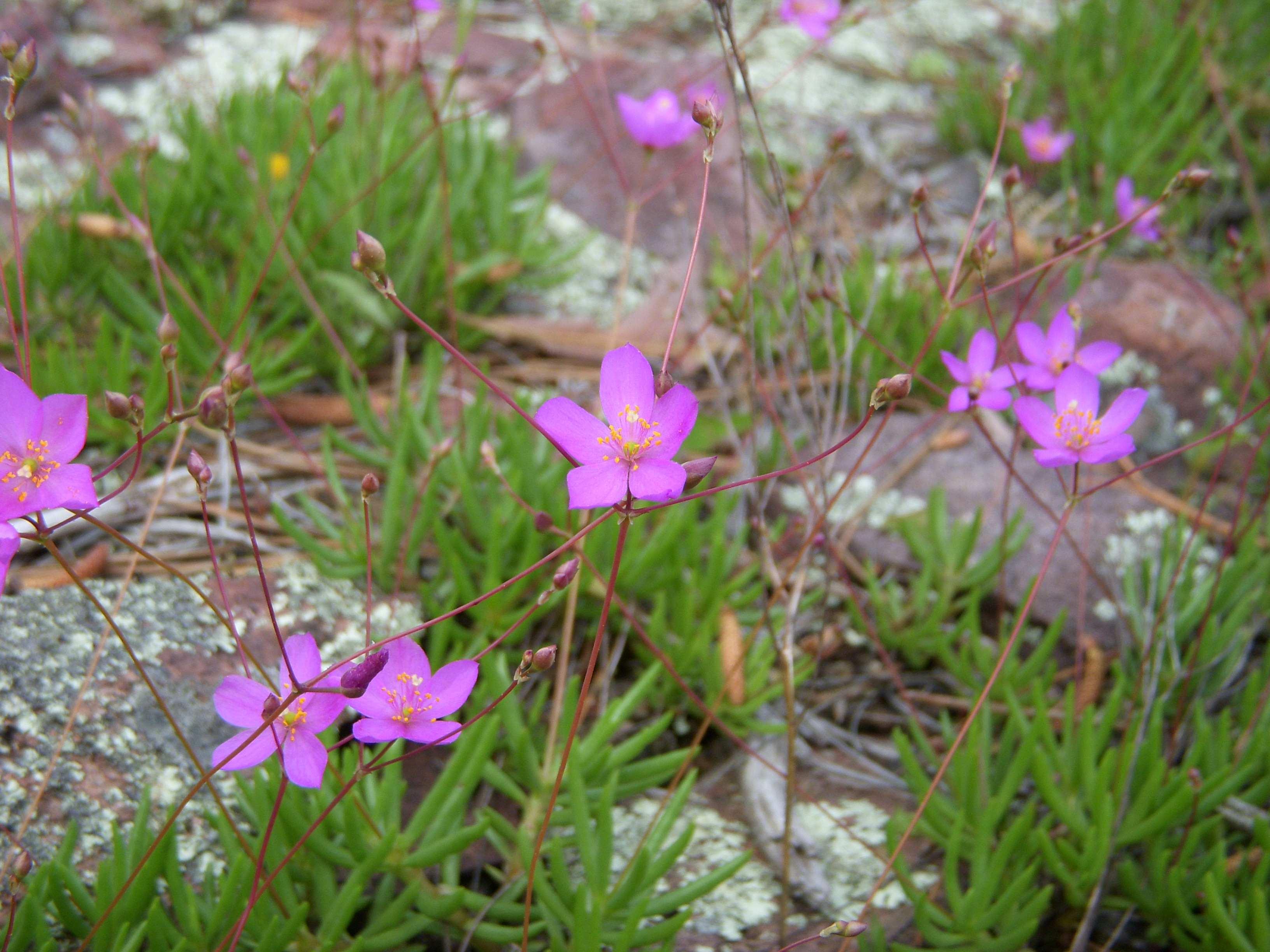
Talinum calycinum
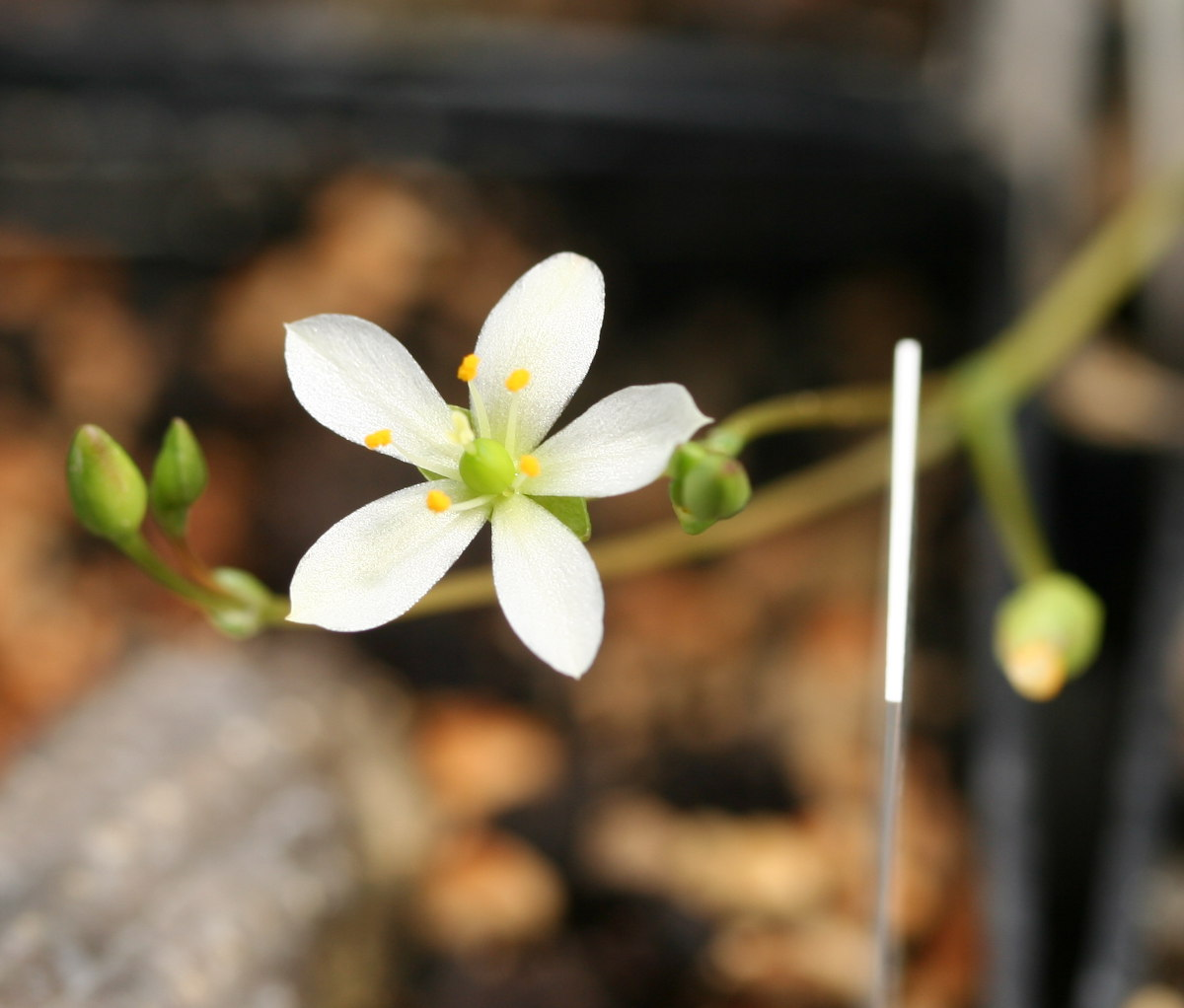
Talinum napiforme
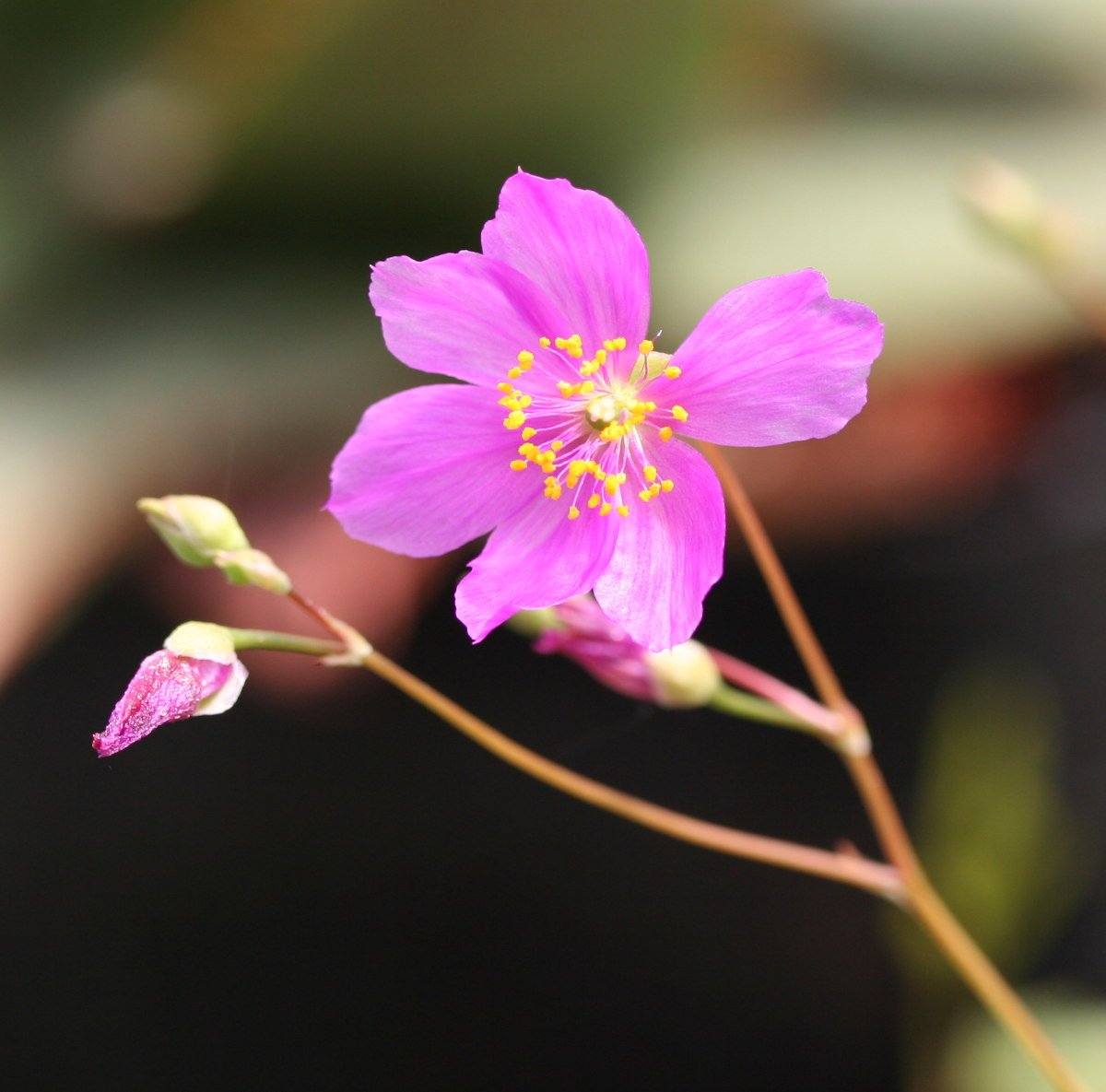
Talinum spinescens